# Estação Ferroviária Barneveld Centrum

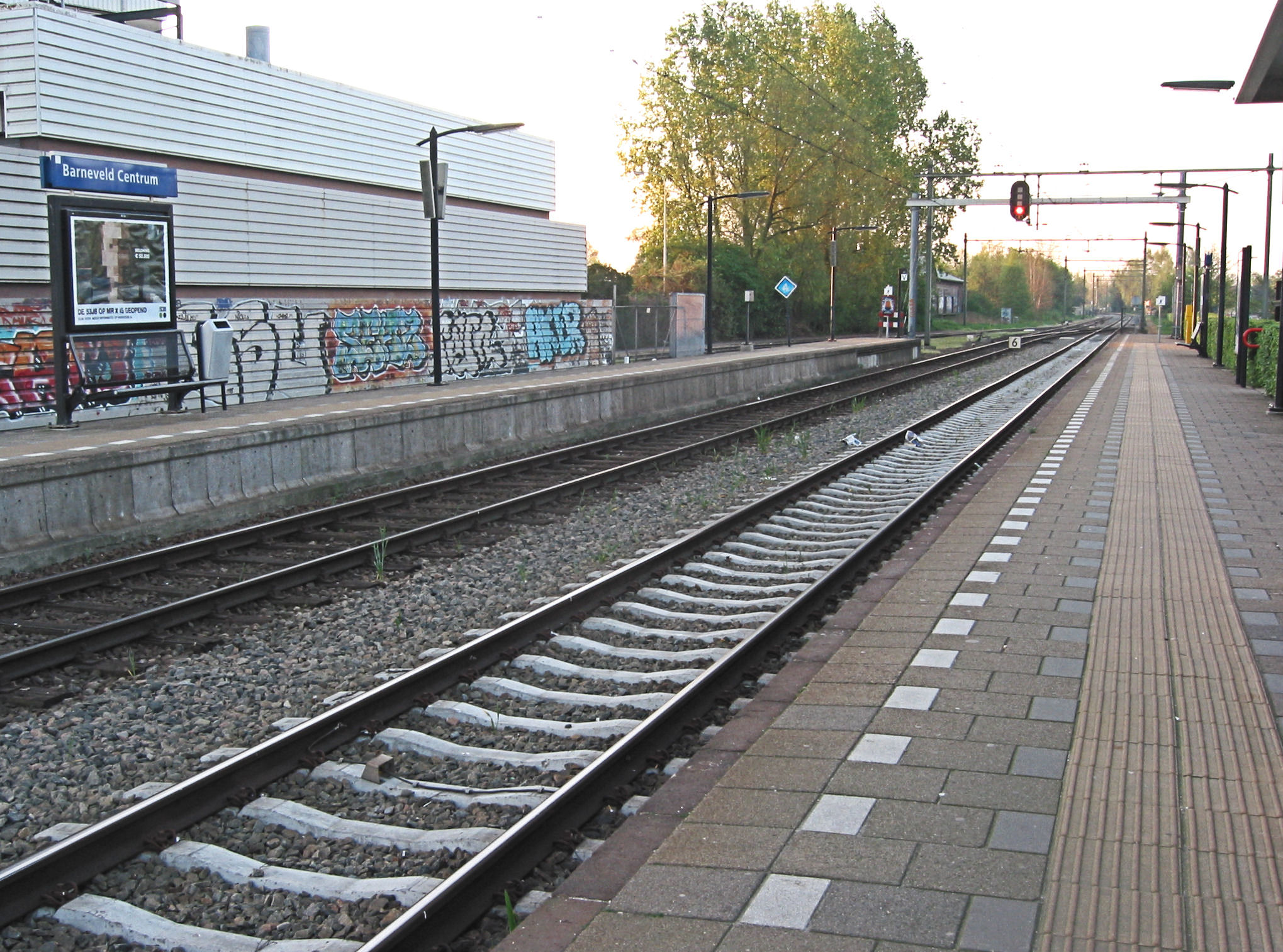
Imagem da Estação Ferroviária Barneveld Centrum

A Estação Ferroviária Barneveld Centrum é uma estação ferroviária localizada no município de Barneveld, província de Guéldria, Países Baixos.